# Pardosa littoralis
Pardosa littoralis is een spinnensoort in de taxonomische indeling van de wolfspinnen (Lycosidae).
Het dier behoort tot het geslacht Pardosa. De wetenschappelijke naam van de soort werd voor het eerst geldig gepubliceerd in 1896 door Nathan Banks. De spin komt voor in kweldervegetaties waar het de dichtheid van plantenetende insecten zoals dwergcicaden drastisch kan beperken.